# Old Washington
Old Washington és una població dels Estats Units a l'estat d'Ohio. Segons el cens del 2000 tenia 265 habitants.

## Demografia
Segons el cens del 2000, Old Washington tenia 265 habitants, 112 habitatges, i 82 famílies. La densitat de població era de 155 habitants/km².
Dels 112 habitatges en un 28,6% hi vivien nens de menys de 18 anys, en un 63,4% hi vivien parelles casades, en un 7,1% dones solteres, i en un 25,9% no eren unitats familiars. En el 24,1% dels habitatges hi vivien persones soles el 12,5% de les quals corresponia a persones de 65 anys o més que vivien soles. El nombre mitjà de persones vivint en cada habitatge era de 2,37 i el nombre mitjà de persones que vivien en cada família era de 2,78.
Per edats la població es repartia de la següent manera: un 23,4% tenia menys de 18 anys, un 4,5% entre 18 i 24, un 25,7% entre 25 i 44, un 27,9% de 45 a 60 i un 18,5% 65 anys o més.
L'edat mediana era de 43 anys. Per cada 100 dones de 18 o més anys hi havia 82,9 homes.
La renda mediana per habitatge era de 26.250 $ i la renda mediana per família de 31.667 $. Els homes tenien una renda mediana de 31.406 $ mentre que les dones 23.125 $. La renda per capita de la població era de 24.399 $. Aproximadament el 7,8% de les famílies i el 13,9% de la població estaven per davall del llindar de pobresa.

## Poblacions properes
El següent diagrama mostra les poblacions més properes.